# Линкълн (окръг, Мисури)
Вижте пояснителната страница за други значения на Линкълн.
Окръг Линкълн (на английски: Lincoln County) е окръг в щата Мисури, Съединени американски щати. Площта му е 1658 km², а населението - 50 123 души. Административен център е град Трой.